# Haenianthus
Haenianthus, biljni rod iz porodice maslinovki sa tri vrste iz Velikih Antila.
Rod se sastoji od 21 vrste grmova i drveća. Opisan je u Flora of the British West Indian Islands 405. 1864[1861]. (late 1861) . 

## Vrste
1. Haenianthus incrassatus (Sw.) Griseb.; endem sa Jamajke
2. Haenianthus salicifolius Griseb.; Kuba; Dominikanska Republika; Haiti; Portoriko
3. Haenianthus variifolius Urb.; kubanski endem